# Imagine (песен на Джон Ленън)
Imagine (на български: Представи си) е песен на английския музикант Джон Ленън. Текстът на песента, която се превръща в най-продавания сингъл на соловата му кариера, окуражава слушателя да си представи мирен свят без бариерите, поставени от държавни граници, разделението, породено от религии и националности и да се замисли за възможността човечеството да живее живот, несвързан с материални придобивки.
Ленън и Йоко Оно продуцират песента и едноименния албум съвместно с Фил Спектър. Записите започват в домашното студио на Ленън в имението Титънхърст Парк (Tittenhurst Park) през май 1971 г. и завършват в студиото Рекърд Плант (Record Plant) в град Ню Йорк през юли. Месец след септемврийското издаване на дългосвирещата плоча, Ленън издава Imagine като сингъл в Съединените щати. Песента достига трето място в класацията Билборд Хот 100, а плочата достига първа позиция в британската класация през ноември и по-късно става най-успешният в комерсиално отношение и най-добре приетият от критиците музикален албум от соловата кариера на Джон Ленън. Песента е издадена като сингъл в Обединеното Кралство през 1975 г. като промоционален сингъл за сборна дългосвиреща плоча и достига шесто място в класацията. От тогава насам песента е продадена над 1,6 млн. пъти в Обединеното Кралство. След смъртта на Джон Ленън през декември 1980 г. тя достига първо място в класациите.
Broadcast Music, Inc. определя Imagine като една от стоте най-изпълнявани песни на XX век. Песента бива поставена на тридесето място в списък на Асоциацията на звукозаписната индустрия на Америка (Recording Industry Association of America) на 365-те песни на века с най-голямо историческо значение. Тя печели и наградата Grammy Hall of Fame и място сред петстотинте песни, които са формирали рокендрола в Рокендрол залата на славата. Британско проучване по поръчка на Книгата на рекордите на Гинес за британски хитови сингли поставя песента на второ място в класация за най-добър сингъл на всички времена, а списание Ролинг Стоун я поставя на трето място в списъка на петстотинте най-велики песни на всички времена. От 2005 година песента бива свирена точно преди настъпването на новата година в Ню Йорк. Десетки музиканти са изпълнявали или записвали версии на Imagine, включително Мадона, Стиви Уондър, Джоун Байез, Елтън Джон и Даяна Рос. Емели Санде записва кавър на песента за Би Би Си, който бива използван по време на излъчването на надписите с имената на екипа, отразявал Летните олимпийски игри в Лондон през 2012 г., по време на закриването на игрите. Впоследствие Imagine влиза отново в класацията UK Top 40, достигайки осемнадесето място.

## Композиция и текст
Джон Ленън е вдъхновен да напише текста на песента от няколко поеми от книгата „Грейпфрут“ на Йоко Оно от 1964 г.,  особено тази със заглавие Cloud Peace („Облачен мир“), която е отпечатана на задната страна на оригиналния едноименен албум Imagine и съдържа текста „Imagine the clouds dripping, dig a hole in your garden to put them in.“  По-късно Ленън казва, че композицията „трябва да бъде цитирана като песен на Ленън/Оно. Много от нея – текстът и концепцията – дойдоха от Йоко, но в онези дни бях малко по-егоистичен, малко по-мачовски, и малко пропуснах да отбележа приноса ѝ, но песента беше директно взета от „Грейпфрут““ ("should be credited as a Lennon/Ono song. A lot of it—the lyric and the concept—came from Yoko, but in those days I was a bit more selfish, a bit more macho, and I sort of omitted her contribution, but it was right out of Grapefruit.") На въпрос на Дейвид Шеф (David Sheff) от интервю за списание „Плейбой“ през декември 1980 г., Ленън отговаря, че Дик Грегъри (Dick Gregory) е дал на него и Оно книга с християнски молитви, която го вдъхновила за концепцията зад Imagine.

The concept of positive prayer... If you can imagine a world at peace, with no denominations of religion—not without religion but without this my God-is-bigger-than-your-God thing—then it can be true... the World Church called me once and asked, „Can we use the lyrics to 'Imagine' and just change it to 'Imagine one religion'?“ That showed [me] they didn't understand it at all. It would defeat the whole purpose of the song, the whole idea.

Концепцията за позитивна молитва... Ако можеш да си представиш мирен свят, без религиозна деноминация – не без религия, но без идеята, че Моят-Бог-е-по-голям-от-твоя-Бог – тогава това може да е реалност... Световната Църква веднъж ми се обади и попита: „Можем ли да ползваме текста на Imagine и само да го променим на Imagine one religion (Представи си една религия)?“ Това ми показа, че въобще не са го разбрали. Това би поразило изцяло целта на песента, цялата идея

Пишещият за Ролинг Стоун Дейвид Фрике (David Fricke) коментира: „Ленън призовава към единност и равнопоставеност, на основата на пълна елиминация на модерния социален ред: геополитически граници, организирана религия и икономическа класа ([Lennon] calls for a unity and equality built upon the complete elimination of modern social order: geopolitical borders, organised religion, [and] economic class.
Ленън заявява: „Imagine, където се казва: „Представи си, че вече няма религии, няма държави, няма политика“, на практика е комунистическият манифест, въпреки че не съм особено комунист и не принадлежа към никое движение“ ('Imagine', which says: 'Imagine that there was no more religion, no more country, no more politics,' is virtually the Communist manifesto, even though I'm not particularly a Communist and I do not belong to any movement.)  Той заявява пред New Musical Express: „Няма реална комунистическа държава в света; трябва да разберете това. Социализмът, за който говоря... не е по начина, по който някой луд руснак си го представя, или китайците биха го направили. Това би могло да е подходящо за тях. За нас, ние трябва да имаме хубав... британски социализъм“ (There is no real Communist state in the world; you must realize that. The Socialism I speak about... [is] not the way some daft Russian might do it, or the Chinese might do it. That might suit them. Us, we should have a nice... British Socialism.)  Оно описва лирическото изявление на Imagine като „точно това, в което Джон вярваше: че всички сме една държава, един свят, един народ“ (just what John believed: that we are all one country, one world, one people.)  Ролинг Стоун описва текста на песента като „22 грациозни реда, просто-изказана вяра в силата на света, обединен в целта си да се поправи и да се промени“ (22 lines of graceful, plain-spoken faith in the power of a world, united in purpose, to repair and change itself.) 

## Персонал
- Джон Ленън – вокал, пиано
- Клаус Форман – бас
- Алън Уайт – барабани
- The Flux Fiddlers – струнни инструменти

## Повече литература
- Арнаудов, Антоний. Наричаха ги Бийтълс.   1982.